# Луненбург (Масачусетс)
Луненбург (енгл. Lunenburg) насељено је место без административног статуса у америчкој савезној држави Масачусетс.

## Демографија
По попису из 2010. године број становника је 1.760, што је 65 (3,8%) становника више него 2000. године.
| Група             | 2000.         | 2010.         |
| Белци             | 1.627 (96,0%) | 1.641 (93,2%) |
| Афроамериканци    | 6 (0,4%)      | 18 (1,0%)     |
| Азијати           | 18 (1,1%)     | 19 (1,1%)     |
| Хиспаноамериканци | 18 (1,1%)     | 48 (2,7%)     |
| Укупно            | 1.695         | 1.760         |